# Melita formosa
Melita formosa är en kräftdjursart. Melita formosa ingår i släktet Melita och familjen Melitidae. Inga underarter finns listade i Catalogue of Life.